# Ruthog (arrondissement)
Ruthog Dzong, Chinees: Rutog Xian is een arrondissement in de prefectuur Ngari in de Tibetaanse Autonome Regio, China. De gelijknamige hoofdplaats Rutog ligt op 90 km ten noordwesten van Lhasa. In het arrondissement ligt het zoutmeer Pangong. Door Ruthog loopt de nationale weg G219.
Het heeft een oppervlakte van 71.963 km² en in 1999 telde het 7.140 inwoners. De gemiddelde jaarlijkse temperatuur is -1,6 °C en jaarlijks valt er gemiddeld 100 mm neerslag.